# جائزة البرازيل الكبرى 1998
جائزة البرازيل الكبرى 1998 هو سباق فورمولا 1 أقيم بتاريخ 29 مارس 1998 في حلبة جوزيه كارلوس بيس للسيارات، البرازيل. كان الثاني من أصل 16 في بطولة العالم لسباقات الفورمولا واحد موسم 1998. حلّ الفنلندي ميكا هاكينن أولا بينما جاء البريطاني ديفيد كولتهارد في المركز الثاني وحصل على المركز الثالث الألماني مايكل شوماخر.